# KylieX2008 (álbum de vídeo)
KylieX2008 é o quinto álbum de vídeo da cantora e compositora australiana Kylie Minogue. Foi lançado em 1 de dezembro de 2008, através da FremantleMedia, sob direção de William Baker, antigo colaborador da cantora, em conjunto com Marcus Viner. O vídeo contém um concerto da turnê de mesmo nome, que visitou a Europa, América do Sul, Ásia e Oceania, arrecadando mais de US$ 70 milhões ao total. Foi gravado durante as apresentações de Minogue que ocorreram durante o mês de agosto de 2008 na The O2 Arena, em Londres, Reino Unido, e foi originalmente transmitido pelo canal de música 4Music naquele mesmo mês. Foi escolhido o formato de filme Super 16 para gravar a produção, devido à natureza do concerto, e como forma de diferenciá-lo de outros exibidos na televisão.
Além do concerto, o álbum apresenta conteúdos extras, incluindo um documentário intitulado 12 Hours... in the life of Kylie Minogue, projeções usadas nos cenários e uma galeria de fotos. KylieX2008 recebeu avaliações elogiosas dos críticos de música, que elogiaram o show apresentado. O material também obteve boa recepção comercial ao figurar entre os mais vendidos de países como Austrália, Reino Unido e República Checa.

## Antecedentes
KylieX2008 foi a décima turnê musical de Minogue, realizada para promover seu décimo álbum de estúdio X (2007). A turnê inicialmente passaria pela Europa, começando por Paris em 6 de maio de 2008 e terminando em Londres em 27 de julho. Com a turnê, a artista visitaria países onde nunca havia se apresentado antes, como Grécia, Hungria, Romênia, Bulgária e Espanha. Logo após, shows na Austrália foram finalmente anunciados, bem como seus primeiros a passar pela Nova Zelândia, e mais tarde, concertos em lugares da América Latina, e Ásia também foram anunciados. À época, esta foi a excursão mais cara da cantora, com a artista gastando 20 milhões de dólares para sua produção, sendo quatro vezes mais do que foi gasto na Showgirl: The Greatest Hits Tour em 2005, que custou cinco milhões de dólares.
Após seu início, a turnê recebeu críticas geralmente positivas, com o concerto sendo descrito como "fenomenal" e "fantástico". Comercialmente, a excursão também foi bem sucedida. Os 120.000 ingressos para os oito shows originais no Reino Unido se esgotaram em apenas trinta minutos, vendendo 116.375 ingressos para sete shows esgotados em Londres, arrecadando mais de 9 milhões de dólares, figurando na lista da Billboard de "Top 25 Boxscores" ao final de 2008. A parte britânica lucrou mais de 26 milhões de dólares, com Minogue apresentando-se para quase 300.000 espectadores. No ano seguinte à turnê, o website oficial de Minogue anunciou que a turnê havia arrecadado US$70 milhões em vendas de ingressos para 74 shows em 2008.

## Desenvolvimento
O concerto foi filmado no início de agosto de 2008 na The O2 Arena, em Londres, Inglaterra. O show teve filmagens feitas pela Blink TV, produtora especializada em produzir shows para televisão e DVD. Foi escolhido o formato de filme Super 16 para gravar a produção, devido à natureza do concerto, além de terem decidido diferenciá-lo de outros exibidos na televisão. O produtor da Blink TV, Tom Colbourne, disse que "Kylie e o diretor criativo Will Baker queriam garantir que esse espetáculo visual fosse filmado com simpatia, o que nos levou a nos afastar da fórmula usual da TV de música ao vivo em HD". "A ampla latitude de exposição do filme significava que, em vez de o fundo de LED 'queimar' – como costuma ser o caso do HD", disse Colbourne, "era possível expor Kylie lindamente e manter a definição do cenário que a enquadrava". Dada a complexidade do projeto, foram feitas gravações para equilibrar os pontos de holofote e exibições de vídeo em um concerto realizado em Glasgow, Escócia, cerca de um mês antes dos shows em Londres. O processo de pós-produção foi realizado na Technicolor, onde as suítes de telecine eram ocupadas dia e noite, e a edição foi realizada na Preditors, onde quatro suítes de edição tiveram que ser ocupadas simultaneamente para garantir que o corte final fosse concluído a tempo da estreia na televisão.
O show teve sua estreia no canal britânico 4Music na primeira noite de seu funcionamento, em 15 de agosto de 2008, cerca de duas semanas após a gravação do projeto. Mais tarde foi exibido no Channel 4 em 24 de agosto. Em outubro de 2008, foi revelado que a FremantleMedia Enterprises (FME) havia comprado os direitos da gravação e que lançaria um DVD do concerto, intitulado KylieX2008. Pete Kalhan, vice-presidente sênior de entretenimento doméstico da FME, disse: "KylieX2008 foi um espetacular show ao vivo, que pode ser apreciado repetidamente, não apenas pelos fãs de Kylie, mas por qualquer pessoa que aprecie música ao vivo e desempenho criativo". O DVD foi lançado em 1 de dezembro de 2008 no Reino Unido e Austrália, e além do concerto em seu inteiro teor, trouxe uma galeria de fotos, projeções de telão, além de um documentário de 17 minutos, intitulado 12 Hours, que mostra um dia na vida de Minogue durante um dia de show.

## Recepção
KylieX2008 recebeu análises positivas da crítica especializada. O jornal The Independent foi positivo em sua revisão, escrevendo que "a máquina Minogue foi responsável por mais momentos de puro pop genial nesta década do que em qualquer outra. 'KylieX2008' captura a eterna australiana em seu elemento: uma arena espetacular que é alta em deslumbramento de estado-da-arte e baixa em cafonice. O diretor musical Steve Anderson merece crédito por um conjunto perfeito que mistura New Order, Gainsbourg e Gwen McCrae no catálogo de Kylie, assim como Jean-Paul Gaultier pelo figurino que se baseia em tudo, de fetiche a líder de torcida e gueixa". O website Pop Sugar disse que "passamos o verão vendo fotos de todas as roupas lindas da turnê, e agora podemos assistir Kylie fazendo suas coisas no conforto de nossas próprias salas de estar".

## Lista de faixas
Lista de faixas de acordo com o lançamento físico de KylieX2008.
| N.º            | Título                         | Compositor(es)                                                                                         | Duração |  |
| 1.             | "Speakerphone"                 | Christian Karlsson Pontus Winnberg Henrik Jonback Klas Åhlund                                          | 5:41    |  |
| 2.             | "Can't Get You Out of My Head" | Cathy Dennis Rob Davis                                                                                 | 5:04    |  |
| 3.             | "Ruffle My Feathers"           | Andy Bernhard                                                                                          | 3:14    |  |
| 4.             | "In Your Eyes"                 | Kylie Minogue Richard Stannard Julian Gallagher Ash Howes                                              | 3:28    |  |
| 5.             | "Heart Beat Rock"              | Minogue Karen Poole C. Harris John Lipsey                                                              | 3:20    |  |
| 6.             | "Wow"                          | Minogue Greg Kurstin Karen Poole                                                                       | 2:58    |  |
| 7.             | "Shocked"                      | Mike Stock Matt Aitken Pete Waterman                                                                   | 2:40    |  |
| 8.             | "Loveboat"                     | Minogue Guy Chambers Robbie Williams                                                                   | 5:31    |  |
| 9.             | "Copacabana"                   | Barry Manilow Jack Feldman Bruce Sussman                                                               | 4:39    |  |
| 10.            | "Spinning Around"              | Ira Shickman Osborne Bingham Kara DioGuardi Paula Abdul                                                | 3:29    |  |
| 11.            | "Like a Drug"                  | Mich Hedin Hansen Jonas Jeberg Engelina Andrina Adam Powers                                            | 5:28    |  |
| 12.            | "Slow"                         | Minogue Dan Carey Emilíana Torrini                                                                     | 4:58    |  |
| 13.            | "2 Hearts"                     | Jim Eliot Mima Stilwell                                                                                | 4:57    |  |
| 14.            | "Sometime Samurai"             | Minogue Towa Tei                                                                                       | 4:05    |  |
| 15.            | "Come into My World"           | Rob Davis Cathy Dennis                                                                                 | 5:46    |  |
| 16.            | "Nu-di-ty"                     | Poole Karlsson Winnberg                                                                                | 3:59    |  |
| 17.            | "Sensitized"                   | Guy Chambers Cathy Dennis Serge Gainsbourg                                                             | 4:05    |  |
| 18.            | "Flower"                       | Minogue Steve Anderson                                                                                 | 4:46    |  |
| 19.            | "I Believe in You"             | Minogue Jake Shears Babydaddy                                                                          | 3:01    |  |
| 20.            | "On a Night Like This"         | Steve Torch Graham Stack Mark Taylor Brian Rawling                                                     | 5:36    |  |
| 21.            | "Your Disco Needs You"         | Minogue Guy Chambers Williams                                                                          | 5:33    |  |
| 22.            | "Kids"                         | Williams Chambers                                                                                      | 5:23    |  |
| 23.            | "Step Back in Time"            | Mike Stock Matt Aitken Pete Waterman                                                                   | 3:20    |  |
| 24.            | "In My Arms"                   | Minogue Calvin Harris Richard "Biff" Stannard Paul Harris Julian Peake                                 | 5:14    |  |
| 25.            | "No More Rain"                 | Minogue Poole Karlsson Winnberg Jonas Quant                                                            | 6:28    |  |
| 26.            | "The One"                      | Minogue Richard "Biff" Stannard James Wiltshire Russell Small ohn Andersson Johan Emmoth Emma Holmgren | 4:24    |  |
| 27.            | "Love at First Sight"          | Minogue Richard Stannard Julian Gallagher Ash Howes Martin Harrington                                  | 6:49    |  |
| 28.            | "I Should Be So Lucky"         | Mike Stock Matt Aitken Pete Waterman                                                                   | 4:36    |  |
| Duração total: | Duração total:                 | Duração total:                                                                                         | 2:08:42 |  |

| Material extra (DVD) | |         |  |
| N.º                  | Título | Duração |  |
| 1.                   | "12 Hours... in the life of Kylie Minogue" | 17:07   |  |
| 2.                   | "Projeções usadas nos cenários" ("Speakerphone"/"Can't Get You Out of My Head", "Ruffle My Feathers", "Sometime Samurai", "Like a Drug", "Sensitized") | 26:35   |  |
| 3.                   | "Galeria de fotos" | 5:06    |  |
| 4.                   | "Designs conceituais" | 1:42    |  |
| 5.                   | "Trailer do DVD" (escondido) | 0:42    |  |
| Duração total:       | Duração total: | 51:12   |  |

| Material extra (Blu-ray) | |         |  |
| N.º                      | Título | Duração |  |
| 1.                       | "12 Hours... in the life of Kylie Minogue" | 17:07   |  |
| 2.                       | "Projeções usadas nos cenários" ("Speakerphone"/"Can't Get You Out of My Head", "Ruffle My Feathers", "In Your Eyes", "Heart Beat Rock"/"Wow", "Loveboat", "Spinning Around", "Like a Drug", "2 Hearts", "Sometime Samurai", "Nu-di-ty", "Sensitized", "In My Arms", "No More Rain") | 59:43   |  |
| 3.                       | "Galeria de fotos" | 6:47    |  |
| 4.                       | "Designs conceituais" | 1:42    |  |
| Duração total:           | Duração total: | 1:25:17 |  |

## Créditos
Créditos de acordo com o encarte de KylieX2008.
Técnicos
- William Baker: direção geral e criativa
- Marcus Viner: direção
- Bill Lord: produção executiva
- Terry Blamey: produção executiva
- Tom Colbourne: produção
- John Mathieson: direção de fotografia
- Steve Anderson: produção musical
- Nick Whitehouse: direção de iluminação
- Bryan Leitch: direção de iluminação
- Toby Alington: engenharia de gravação de áudio
- Sean Fitzpatrick: gerente de turnê
- Kevin Hopgood: gerente de produção
- Chris Pyne: engenharia de som FOH
- Rod Matheson: engenharia de monitor
- Phil Murphy: gerente técnico e condutor de palco
- Toby Plant: gerente de palco
- Blink TV: produção de projeções

Banda
- Sarah DeCourcy: direção musical e teclado
- Matt Racher: bateria
- Jenni Tarma: baixo
- Adrian Eccleston: violão
- Dawn Joseph: vocais de apoio
- Roxanne Wilde: vocais de apoio
- Barnaby Dickinson: trombone
- Graeme Blevins: saxofone
- Graeme Flowers: trompete
- Michael Rooney: coreógrafo
- Anoulka Yanminchev: capitania de dança
- Jason Beitel: dançarino
- Hakim Ghorab: dançarino
- Jessica DiDirolamo: dançarina
- Jamie Karitzis: dançarino
- Welly Locoh-Donou: dançarina
- Jerry Reeve: dançarino
- Tatiana Seguin: dançarina
- Marco Da Silva: dançarino
- Nikki Trow: dançarina
- Terry Kvasnik: acrobata e coreógrafo de acrobacia
- Nicolas Bosc: acrobata
- Vincent DePlanche: acrobata
- Johan Guy: acrobata

## Desempenho nas tabelas musicais
Na Austrália, país natal de Minogue, KylieX2008 estreou na segunda posição da tabela de vídeos da região. Na Nova Zelândia, obteve desempenho similar, entrando no número sete da parada nacional. Em terras europeias, obteve a 83ª colocação na Alemanha e a 23ª nos Países Baixos. Em contrapartida, KylieX2008 teve um melhor desempenho na Áustria e Reino Unido, onde conseguiu um pico de número oito, enquanto também figurou no top 10 da tabela musical da República Checa, no nono lugar.
| Tabela musical (2008)                 | Melhor posição |
| ------------------------------------- | -------------- |
| Alemanha (Media Control Charts)       | 83             |
| Austrália (ARIA Charts)               | 2              |
| Áustria (Ö3 Austria)                  | 8              |
| Nova Zelândia (Recorded Music NZ)     | 7              |
| Países Baixos (MegaCharts)            | 23             |
| Reino Unido (Official Charts Company) | 8              |
| República Checa (ČNS IFPI)            | 9              |